# Tjurkö stenhuggeri

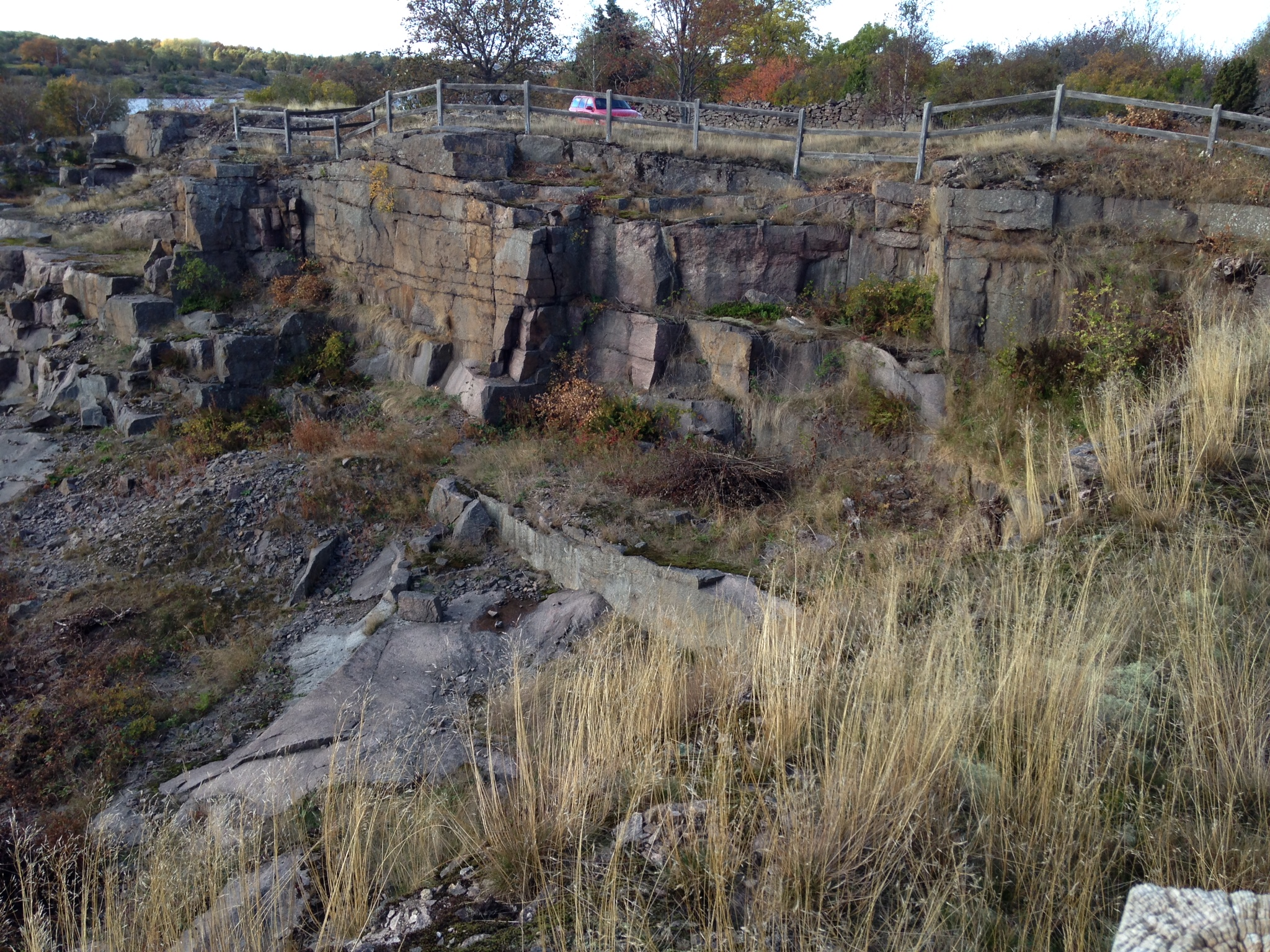
Stenbrott på Tjurkö stenhuggeri

Tjurkö stenhuggeri är ett stenhuggeri på ön Tjurkö. 
Tjurkö är en ö som tillsammans med de större öarna Hasslö, Aspö, Sturkö och Senoren är en rad av öar utanför Karlskrona. Dessa öar ansågs vara ett lämpligt och lättförsvarat område för en stor örlogsbas, och därför anlades Karlskrona på Trossö år 1680. Många av Karlskronas byggnadsverk är uppförda med byggsten från Tjurkö. Dessa byggnader var kronans anläggningar på Kungsholmen liksom dockbyggnader på örlogsvarvet. Den tidiga början som Blekinges stenindustri fick har sin förklaring främst i närheten till Tyskland, och dess beroende av granit under 1800-talets andra del. Den preussiska, sedermera tyska fortifikationen behövde denna sorts sten för att uppföra denna tids fästningar, kanaler och hamnar. Det var just Tyskland som gav stenhuggeriet en skjuts framåt. Det var även Tyskland som gjorde dem stora på den europeiska marknaden. Detta på grund av ett stort behov av öns sten. På den gamla fiskarön Tjurkö, som hade den bästa platsen för handel, började ett stort industrisamhälle växa fram. Därför började man bryta sten under den industriella revolutionen, och ön blev snabbt en betydande del i Europas handel. Tjurkö började kallas "Stenhuggarön".
　

## Stenhuggarens levnadsvillkor
På Tjurkö började man hugga sten redan på 1700-talet. Stenhuggarna kom från olika platser. Alla hade olika bakgrunder. När man som bonde fick brist på näringsrik jord hade man svårt att försörja sin familj. Man fick istället bege sig till stenbrotten, där man fick bryta sten i utbyte mot en hygglig lön. I arbetsgivarens kaserner fanns det möjligheter för arbetarna att bo med sina familjer. Som stenhuggare strävade man efter att bo i ett eget hus med hustru och barn. Idag är dessa trähus karakteristiska för Tjurkö, vilket ökar turismen på ön. Under 1870-talet blev det en kraftig ökning av antalet arbetare. Företaget var tvunget att uppföra bostäder i ett hastigt tempo, därför att arbetarna kom från hela landet och behövde därför en bostad. År 1879 hade Tjurkö stenhuggeri byggt åtta kaserner. I genomsnitt var det sex stycken lägenheter i varje. Varje bostad hade ett kök. Detta gjorde att familjen lättare kunde klara sig själv. Med denna samhällsnytta kunde företaget hyra ut bostäder till sina anställda för en billig penning per månad. Företaget  kunde nu erbjuda samhället nya bostäder då hyran på den tiden var 4-6 kronor för enrumslägenheter. Om denna möjlighet skulle finnas idag hade kostnaden varit upp till 4000 kr. Då tillkommer el och värme. Ett enda rum skulle räcka till en familj med 12 barn. Företaget utnyttjade även barnens arbetskraft i stenbrotten. Det fanns både för- och nackdelar med denna arbetstillsättning. Barnen kom snabbt ut på arbetsmarknaden. På sikt hade detta kunnat bli ett problem för välfärden i Sverige. De framtida utmaningarna med en åldrande befolkning hade krävt incitament för att jobba längre upp i åldrarna. Nackdelen är att barnkonventionen inte följs. Prestationen i skolan försämras, då barnet tillbringar för mycket tid på arbetet. Även barnets psyke försämras. Det fanns alltid småjobb där de kunde göra nytta. En del barn kunde redan vid 8-9 års ålder slå kilhål och putsa sten. Direkt efter skolan fick de jobba i brotten. Som anställd kunde man tjäna 1 krona på 14 dagar om man var 10 år.

## Frans Herman Wolff
Frans Herman Wolff från Tyskland öppnade år 1862 stenbrytning och detta blev startskottet på stenhuggeriets unika möjligheter. Hans plan var att leverera en enorm mängd byggstenar till tyska staten. Men marken tillhörde tjurköborna Carl Magnus och Sven Peterson. Frans Herman Wolff skrev ett köpekontrakt med markägarna. Centrum för stenbrytningen blev herrgården. Sedan ökade företaget stenbrytningen, och det kom senare att omfatta praktiskt taget hela ön. För att företaget skulle kunna bryta denna stora mängd sten behövdes rätt utrustning.
Det viktigaste för företaget var att de hade rätt antal arbetare, för att arbetet gjordes för hand. Verktygen  som de anställda hade var endast en hammare och en mejsel.
År 1876 ökade företaget arbetsstyrkan med 125 tyska och 75 italienska utlärda stenhuggare. Idag bor det ättlingar till italienarna på Tjurkö. De kan återberätta historien om de första invandrarna på Tjurkö. Anledningen till att Tjurkö stenhuggeri anställde invandrare var att de var experter inom detta område. Medan invandrarna utförde sitt jobb förmedlade de också sin kunskap till resten av arbetarna. Mellan åren 1870-1890 var arbetsstyrkan 800 man. Nu hade företaget det rätta antalet arbetare. Produktionen blev enorm och när man som företag betalade liten lön till sina anställda, blev det en stor vinst för företaget. Början av 1870-talet blev stenhuggeriets storhetstid. Detta i samband med gatunätets förbättring samt utbyggnad av de tyska städerna. Det behövdes obegränsade mängder av gatsten och Frans Herman Wolff hade beredskap att leverera den mängd sten som krävdes. Tidigare hade företaget endast tillverkat byggsten. Stenarna blev nu i ett mindre format, men å andra sidan blev produktionen fördubblad.

## Ett arbetstillfälle för fångar
Förutom stenhuggeriarbetet fick Tjurkö stenhuggeri också forsla bort stenskärvor. Företaget använde de så kallade platåvagnar för att kunna transportera bort stenarna. Wolff tyckte att det blev för dyrt när det gick åt för mycket arbetskraft till detta ändamål. Han fick idén att anställa fångar. Till den snabbt expanderande rörelsen år kom 1872 ett viktigt tillskott av arbetskraft - fångarna. Wolff slöt kontrakt med fångvårdsstyrelsen om sysselsättning av Kronoarbetskårens manskap på Tjurkö stenhuggeri. De fångar som anlände var skyldiga till ringa brott, då strafftiden var upp till 6 månader. Det positiva med fångar som arbetskraft, var att Frans Herman Wolff gav fångarna en andra chans i samhället. Arbetarna betalade skatt, vilket påverkade landets välfärd. Att just stenhuggeri valdes som den mest lämpliga sysselsättningen, var att man som företag hade en föreställning om hur man bäst skulle kunna stimulera arbetslusten hos lösdrivare. Resten av de anställda såg inte brottslingarna som vanliga arbetare, utan de behandlades med förakt och främlingskap.

## Nedgången

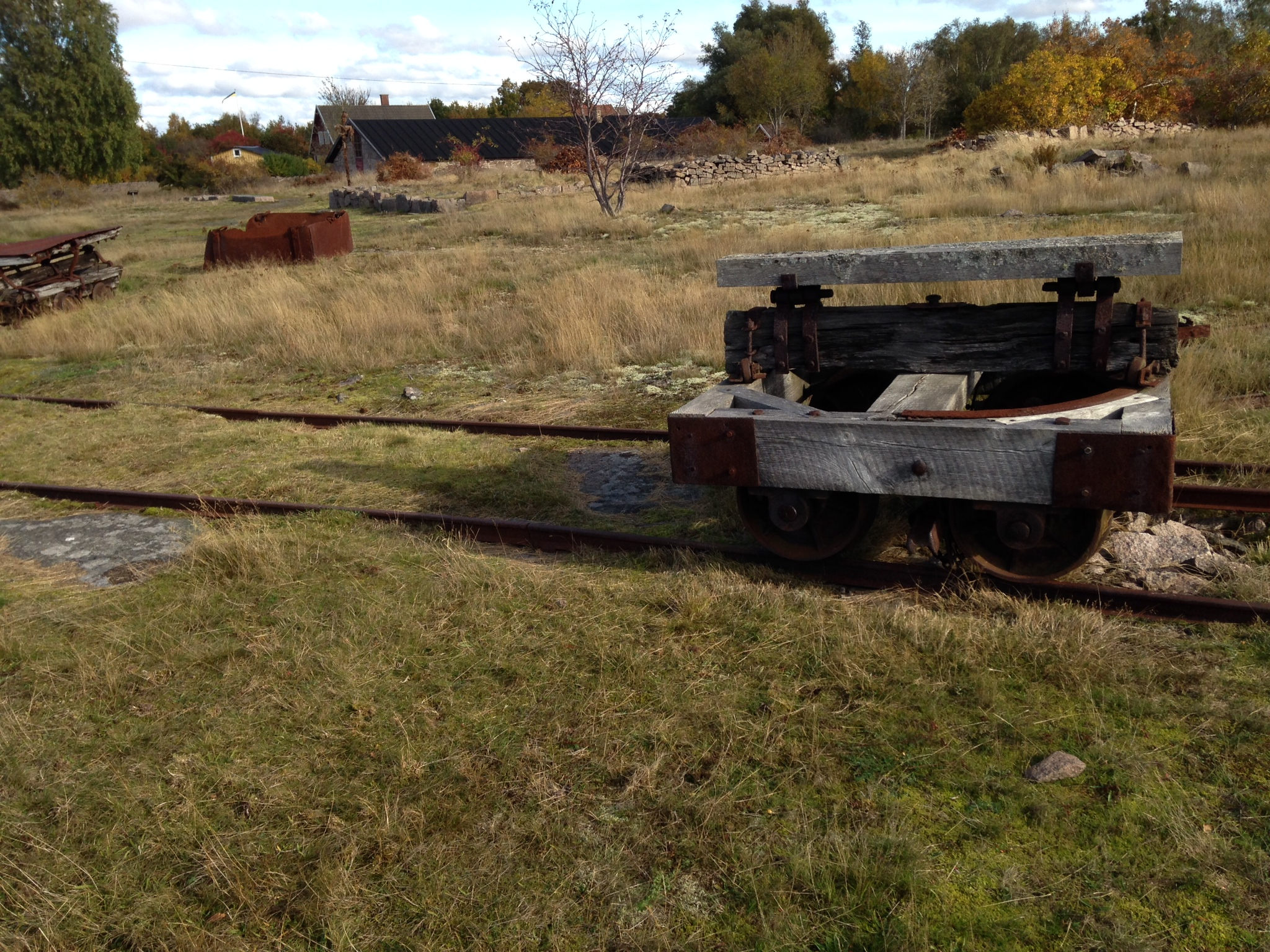
Stenvagn på Tjurkö stenhuggeri

Frans Hermann Wolff avled år 1886. Hans systerson Winter tog över bolaget. Under 1900-talets början blev stenhuggeriet alltmer osäkert.
August Palm och Kata Dahlström fick arbetarna vid företaget att ansluta sig fackligt. Då arbetsgivarna ville sänka lönerna gick stenarbetarna ut i strejk. Konsekvenserna blev färre arbetstillfällen.
På 1880-talet hade det  anlagts stenhuggerier i Karlshamnstrakten. Trots att lönsamheten för denna sorts industri var mycket god och efterfrågan på sten ständigt ökade, gick Tjurkö tillbaka. L. O. Smith och A. K Fernström startade då även denna sorts verksamhet på Sternö. Under de kommande tio åren gick Tjurkö miste om sin roll i svensk stenindustri. På grund av den fullständiga avhängigheten av den tyska marknaden blev företaget ytterst konjunkturkänsligt. Konsekvenserna av detta blev att företaget fick en oregelbunden sysselsättning, vilket drabbade de anställda. Arbetarna från Tjurkö började bege sig till Karlshamns stenhuggerier. Stenhuggarna från Tjurkö blev mottagna med öppna armar och tillgången på granit var enorm i de nya bergsområdena. Den stora epoken började närma sig sitt slut. Vid andra världskrigets början 1939 var verksamheten nedlagd, då exporten till Tyskland stoppades helt.